# Acrolepiopsis betulella
Acrolepiopsis betulella là một loài bướm đêm thuộc họ Acrolepiidae. Loài này có ở phần lớn trung và Tây Âu, dù người ta tin rằng nó đã tuyệt chủng ở Vương quốc Anh.
Sải cánh khoảng 12–14 mm. Cá thể trưởng thành mọc cánh vào tháng 7. Mỗi năm loài này có một thế hệ.
Ấu trùng ăn bên trong hoa và đầu hạt của loài Allium ursinum.